# خوان دي توركيمادا
كان خوان دي توركيمادا (نحو 1562 - 1624) راهبًا فرنسيسكانيًا، عُرف بنشاطه التبشيري في المكسيك الاستعمارية واعتُبر «المؤرخ الفرنسيسكاني الرائد في جيله». كان وصيًا على عدة أديرة ومهندسًا ومعماريًا وعالم إثنوغرافيا، واشتهر بعمله البارز المعروف باسم موناركيا إنديانا («الملكية الهندية»)، استقصاءٌ عن تاريخ الشعوب الأصلية وثقافتها في إسبانيا الجديدة مع وصف تحولهم إلى المسيحية، نُشر لأول مرة في إسبانيا عام 1615 وأُعيد نشره عام 1723. كان موناركيا إنديانا «النص النخبوي للتاريخ المكسيكي، وكان من شأنه أن يؤثر على جميع السجلات اللاحقة حتى القرن العشرين». استعان به المؤرخون اللاحقون والفرنسيسكاني أوغستين دي فيتانكورت والأهم منهم اليسوعي فرانسيسكو خافيير كلافيغيرو في القرن الثامن عشر. لم تُنشر أي ترجمة إنجليزية لهذا العمل.

## حياته

### السنوات الأولى
لا توجد الكثير من التفاصيل المؤكدة عن السيرة الذاتية لخوان دي توركيمادا، إنما يمكن استنتاج معظمها من أعماله الخاصة؛ وحتى المعلومات الأساسية تخضع للشك والجدل. وُلد في توركيمادا ببلنسية، شمال وسط إسبانيا، في تاريخ غير معروف قبل عام 1566 (يزعم ميغيل ليون بورتيلا أنه في عام 1562 تحديدًا)، ومن ثم أحضره والداه إلى إسبانيا الجديدة حين كان طفلًا على الأرجح. اتخذ العُرف الفرنسيسكاني مذهبًا عام 1579، كما هو متفق عليه عمومًا، وواصل دراساته في اللاتينية واللاهوت والفلسفة والناواتل. تدل الملاحظات الموجزة في أعماله على وجوده في إحدى أديرة تلاكوبان عام 1582 وفي ديرٍ في شياوتلا (حين كان لا يزال شابًا) - تشير الدلائل إلى أن وجوده في هذه الأديرة كان بهدف تعلمه لممارسات الرهبنة. ومن غير الواضح ما إذا كان قد بدأ دراسته في دير سان فرانسيسكو بمكسيكو سيتي، ولكن من المفترض أنه حصّل جزءًا منها على الأقل أثناء إقامته في دير سانتياغو في تلاتيلولكو. كان من بين الأساتذة الذين ذكرهم: الراهب خوان باوتيستا (الذي علمه علم اللاهوت) وأنطونيو فاليريانو (الذي علمه النواتل والذي أشاد بمواهبه خصوصًا). وفي وقت ما في أوائل ثمانينيات القرن الخامس عشر، أرسله المشرفون عليه إلى غواتيمالا حيث صادف الغازي برنال دياز ديل كاستيو. وبحلول عام 1584 كان في دير سان فرانسيسكو حتمًا، حيث قدم المساعدة في المستشفى. يُخمَّن تاريخ رسامته الكهنوتية بعام 1587 أو 1588.
تشير بعض المصادر إلى معرفته الشخصية بالرهبان الفرنسيسكان البارزين المعاصرين له، وخاصة أندرس دي أولموس، وجيرونيمو دي مينديتا، وبرناردينو دي ساغون، وجمعهم معه الحماس ذاته للاهتمام العميق بحياة وثقافة الهنود الذين تعرضوا للغزو في إسبانيا الجديدة قبل الفترة الهسبانية.

### النشاط التبشيري، 1588 - 1602
بعد فترة وجيزة من ترسيمه (كان الترسيم يُمنح عادةً في تلك الفترة للمريدين الفرنسيسكان في سن 25) أُرسل كمبشر إلى نويفا غاليسيا، منطقة كبيرة في وسط غرب إسبانيا الجديدة، التي كانت عاصمتها غوادالاخارا، وامتدت شمالًا إلى زاكاتيكاس وغربًا إلى المحيط الهادئ. سُمع بعد ذلك أنه الوصي على دير تلاسكالا (شرق مكسيكو سيتي وشمال بويبلا)، وعلى الرغم من عدم إمكانية تحديد تواريخ أسفاره، لكن من المعروف أنه شارك في تلك المرحلة بأعمال تبشيرية في وسط البلاد حول تولوكا (مدينة ليست ببعيدة إلى الجنوب الغربي من مكسيكو سيتي) وفي أماكن مختلفة من ميتشواكان (منطقة تقع غرب مكسيكو سيتي، وتمتد إلى المحيط الهادئ).
كان من بين إنجازاته خلال تلك المرحلة دوره كأحد مؤسسي أخوية نويسترا سينورا دي سوليداد (سيدة العزلة)، التي كان يؤدي أعضاؤها من السكان الأصليين، في أيام الأحاد، مسرحيات وفقرات توعوية وتنويرية كتبها توركيمادا بلغتهم الخاصة بهدف غرس الإيمان الكاثوليكي فيهم وفي جمهور المشاهدين.
كان في عامي 1600 و1601 (ربما في عام 1599 أيضًا) وصيًا على دير زاكاتلان (في المرتفعات الوسطى شمال شرق مكسيكو سيتي). وفي عام 1602 كان وصيًا على دير تولانسينغو. ثم اختير في عام 1603 وصيًا على دير سانتياغو في تلاتيلولكو، وتولى منصبه هناك في 22 يوليو؛ يظهر أنه استمر في هذه الوصاية لمدة ثماني سنوات ونصف.

### في تلاتيلولكو 1603 – 1612
عندما كان وصيًا على الدير في تلاتيلولكو، تحمل أعباء ثقيلة جمة، فكرية وعملية، ولا تتعلق جميعها بشؤون الفرنسيسكان. وكان من بين الأعباء التي ذُكرت حقيقة أن الوصي على الدير كان تلقائيًا رئيس كوليغيو دي سانتا كروز دي تلاتيلولكو، منصبٌ استلزم الإشراف العام على أداء المؤسسة في إطار رئاسة عميدها. ومع ذلك، فقد امتنعت الكلية حتى ذلك الوقت عن تنفيذ الخطط الطموحة التي رافقت افتتاحها الاحتفالي عام 1536، ومن ثم أصبحت بحلول نهاية القرن السادس عشر مدرسة ابتدائية حيث تعلم الأطفال الهنود المحليون القراءة والكتابة والأخلاق وحسن السلوك.

#### مسؤول
في عام 1604 قدم إلى زاكاتيكاس للمساعدة في إنشاء أبرشية فرنسيسكانية يكون مقرها هناك، وفي عام 1606 أمضى بعض الوقت في ميتشواكان وخاليسكو لنفس السبب - تأسيس أبرشية جديدة في خاليسكو (مقرها الرئيسي غوادالاخارا)، اقتُطعت من أبرشية سان بيدرو إي سان بابلو التي تشمل ميتشواكان وخاليسكو. كان لا بد من تنسيق جديد للمسؤوليات جراء موجة النداءات الداعية إلى الرهبنة بين شعب الكريولو بالإضافة إلى تدفق متجدد للرهبان من إسبانيا. تراجعت أعداد الرهبان، قبل جيل سابق (عام 1570)، في نويفا غاليسيا إلى 16، أربعة منهم من كبار السن. ووصلت الأعداد، على النقيض تمامًا مع فترة التراجع الطويلة هذه، في عام 1601 و1602 فقط، إلى 14 راهبًا من إسبانيا متجهين إلى نويفا غاليسيا و32 آخرين إلى زاكاتيكاس. وتزايدت هذه الأرقام بين عامي 1610 و1618، بوصول 40 شخصًا آخر.

#### مهندس
أدى هطول الأمطار بغزارة غير طبيعية في أغسطس 1604 إلى فيضان دمر مكسيكو سيتي - إحدى حالات الانغمار التي سببتها بحيرة تيكسكوكو، والتي كانت تستغرق أحيانًا سنوات حتى تنحسر. باتت المدينة جزيرة عمليًا في ذلك الوقت. حدثت فيضانات أخرى في 1555 و1580 و1607 و1629 مما أدى إلى إصدار قرار في 1629 (نُفذ بشكل غير كامل) لتصريف جزء من البحيرة. وكإجراء طارئ، طلب نائب الملك خوان دي ميندوزا من المشرف الفرنسيسكاني تعيين أعضاء من رهبنته للمساعدة في العديد من الأعمال الإصلاحية العاجلة. شارك توركيمادا في إعادة بناء الكالزاداس تحديدًا (ممرات مرتفعة) في لوس ميستيريوس (باتجاه الشمال الشرقي إلى غوادالوب - أعمالٌ استغرقت خمسة أشهر من النشاط المتواصل لإكمالها، واستُعين بآلاف العمال) بالإضافة إلى طرق باتجاه الغرب تصل إلى تشابولتيبيك. ونظم الرهبان، بعد الانتهاء من تلك الأعمال، عملية تنظيفٍ للمصارف الرئيسية للمدينة. أمر نائب الملك بدفع رواتب العمال وإطعامهم على نفقة الحكومة، وذلك بفضل الالتماس الذي قدمه الرهبان إليه.